# Nicolae Grigore
Nicolae Adrian Grigore (* 19. Juli 1983 in Buftea, Kreis Ilfov) ist ein ehemaliger rumänischer Fußballspieler, der als Mittelfeldspieler aktiv war.

## Karriere

### Verein
Im Alter von 17 Jahren kam Grigore im Jahr 2001 in den Kader der ersten Mannschaft von Rapid Bukarest, wo er am 16. Mai 2001 zu seinem ersten Einsatz in der Divizia A (heute Liga 1) kam. Zu Beginn der neuen Spielzeit wurde er an Electromagnetica Bukarest in die Divizia B ausgeliehen, um Spielpraxis zu sammeln. Schon in der Winterpause kehrte er zu Rapid zurück, kam aber auch in der Rückrunde kaum zum Zuge. Die Saison 2002/03 brachte ihm mehr Einsätze und einen größeren Anteil am Gewinn der Meisterschaft, er konnte sich aber nicht als Stammspieler behaupten.
Nachdem Grigore in der Rückrunde 2003/04 an den FC Brașov ausgeliehen worden war, kam er zwar zu mehr Einsätzen für Rapid, konnte seinen Platz im Team aber nicht über einen längeren Zeitraum verteidigen. Im Mai 2004 wurde er positiv auf Norandrosteron getestet und anschließend als erster rumänischer Fußballspieler wegen Dopings gesperrt. Er gewann in den Jahren 2006 und 2007 den rumänischen Pokal. Im Jahr 2009 verließ Grigore Rapid und wechselte endgültig nach Brașov, wo er sich einen Stammplatz erkämpfen konnte. Er kehrte jedoch schon nach einem Jahr zu Rapid zurück und qualifizierte sich mit dem Team am Saisonende für die Europa League. Diesen Erfolg konnte er ein Jahr später wiederholen. Gleichzeitig zog er ins Pokalfinale 2012 ein, unterlag dort aber Dinamo Bukarest mit 0:1.
Im Sommer 2013 verließ Grigore Rumänien und schloss sich dem saudi-arabischen Klub al-Ettifaq an. Diesen verließ er im Sommer 2014 zu Apollon Limassol nach Zypern. Dort kam er lediglich zu einem Einsatz und wechselte Anfang 2015 zurück nach Rumänien zu Dinamo Bukarest.

### Nationalmannschaft
Grigore bestritt sein erstes Spiel für die rumänische Fußballnationalmannschaft, als er am 14. Oktober 2009 im WM-Qualifikationsspiel gegen die Färöer-Inseln zum Einsatz kam. Im November 2011 kehrte er in den Kreis der Nationalelf zurück, als Nationaltrainer Victor Pițurcă ihn für zwei Freundschaftsspiele gegen Belgien und Griechenland nominierte. Gegen Belgien feierte er sein Comeback, als er in der 86. Minute für Ionuț Neagu eingewechselt wurde.

## Erfolge
- Rumänischer Meister: 2003
- Rumänischer Pokalsieger: 2002, 2006, 2007